# 抱朴子
《抱朴子》为东晋时期葛洪所著，分为内外两篇，后来被道教作为经典。其中《外篇》主要是对葛洪生平的自述和谈论社会上的各种事情；而《内篇》是葛洪对道家思想和丹道修炼方法的阐述。

## 内容
抱朴一詞源自《老子》之语“见素抱朴，少私寡欲”。葛洪本人自號抱朴子，故以為書名，其思想涵蓋儒、道二家。《内篇》主要讲述神仙方药、鬼怪变化、养生延年，禳灾却病，属于道家。其内容可以具体概括为：论述宇宙本体、论证神仙的确实存在、论述金丹和仙药的制作方法及应用、讨论各种方术的学习应用、论述道经的各种书目，说明世人修炼的广泛性。 
《外篇》则主要谈论社会上的各种事情，属于儒家的范畴，也显示了作者先儒后道的思想发展轨迹。其内容可具体概括为：论人间得失，讥刺世俗，讲治民之法；评世事臧否，主张藏器待时，克己思君；论谏君主任贤能，爱民节欲，独掌权柄；论超俗出世，修身著书等。总之，《抱朴子》将玄学与道教神学，方术与金丹、丹鼎与符、儒学与仙学统统纳为一体之中，从而确立了道教神仙理论体系。
《晋书·葛洪传》記《抱朴子》内外篇原共有116篇。今本已亡佚40余篇。南朝陶弘景曾作“《抱朴子注》二十卷”，这是《抱朴子》的最早注本，已佚。清人严可均辑有《抱朴子内篇佚文》10卷。現流行本則是孫星衍之校本。今人王明著《抱朴子内篇校释》。
葛洪提出了修仙必须积累善行，建立功德，慈善为怀。《抱朴子》中强调人不能单纯地从修炼方术入手，人生的抱负也不能仅仅是遁隐山林，要想真正修炼成仙还要建功立业、修身齐家治国平天下。主张在现实社会生活中获得精神解脱和炼得肉体飞升，既做到立时济世，又得超凡入圣。如他说：“上士得道于三军，中士得道于都市，下士得道于山林。”他认为修炼既可以保德致长生，也可以治世致太平。通过修炼还可以获得长生，身体不伤，是最大的孝道。

## 版本
- 宋绍兴二十二年临安府荣六郎家刊本
- 明万历六年吉藩崇德书院《二十家子书》本。

## 英译本
Sailey, Jay. The Master Who Embraces Simplicity: A study of the philosopher Ko Hung, A.D. 283-343. San Francisco: Chinese Materials Center. 1978. ISBN 0-89644-522-4

## 研究書目
- 李豐楙：《不死的探求：抱朴子》（臺北：時報文化出版企業股份有限公司，1998）。
- 严可均辑有《抱朴子内篇佚文》10卷。
- 王明，《抱朴子内篇校释》
- 胡孚琛：《魏晋神仙道教——<抱朴子内篇>研究》
- 陳飛龍，《抱朴子內篇今註今譯》
- 李中華，《新譯抱朴子》